# Leen (feodalisme)

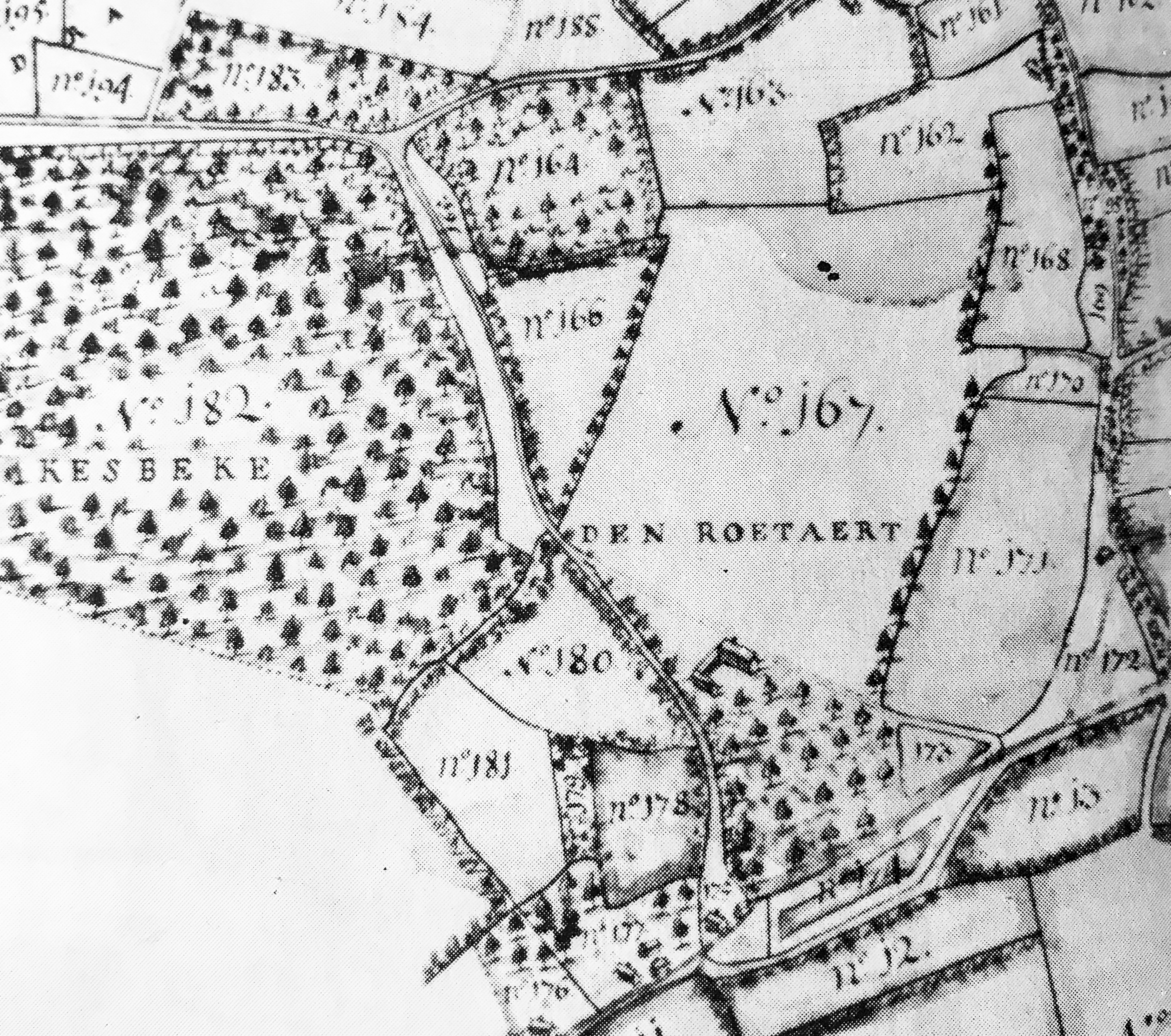
Kaart van Ukkel met het leengoed van Roetaert (N167), uit 1741

In het ancien régime was een leen bezit van de leenheer gegeven in bruikleen aan de leenman. Hierbij werd leengoed gebruikt om onroerende goederen aan te duiden.

## Geschiedenis
Aanvankelijk werd een leen beneficium genoemd, vanaf ongeveer de negende eeuw feodum. Dit kon land zijn, maar ook een ambt of geldelijke inkomsten. In de ruileconomie ten tijde van het Frankische Rijk konden leenmannen echter alleen gebonden worden in een overeenkomst waar gronden en vruchtgebruik werden gegeven in ruil voor diensten.
Door dit leen bond de heer zijn vazallen aan zich, bezegeld door het manschap. Voor beide partijen vloeiden hier verplichtingen uit. De vazallen waren verplicht de heer bij te staan met manschappen ten tijde van oorlog. De heer moest op zijn beurt hen beschermen en zorgen dat zij in hun levensonderhoud konden voorzien.
Aanvankelijk was een leen slechts tijdelijk en viel het na de dood van de vazal weer terug aan de heer. De leenmannen streefden echter steeds meer naar erfelijkheid en dat werd dusdanig algemeen dat leenheren hier uiteindelijk met hun beperkte middelen niet goed meer tegen op kon treden.
In 877 vaardigde keizer Karel de Kale een aantal maatregelen uit om het bestuur te waarborgen tijdens zijn tweede militaire veldtocht naar Italië om paus Johannes VIII bij te staan tegen de Saracenen, met aanwijzingen voor zijn zoon Lodewijk de Stamelaar, die het bestuur zou waarnemen, de Capitulare van Quierzy. Onder andere werd bepaald dat het ambt van graaf erfelijk werd in West-Francië, waardoor de graven van Vlaanderen een grotere onafhankelijkheid verkregen. Op deze manier kwam langzaam steeds meer macht in handen van de lagere bestuurslagen te liggen.

## Leengrond
Een leengrond of rentegrond is het land dat in leen gehouden wordt door een leenheer aan de laten. De laten waren gedeeltelijk onvrije boeren die de grond bewerkten voor de landbouw.  Het grondgebied van een leen was dikwijls geen aaneengesloten geheel, maar eerder een verzameling van onlogisch verspreide gebieden.

### Betaling
De houders van leengronden of rentegronden, ook wel laten genoemd, moesten jaarlijks renten of cijnzen betalen aan hun heer. Dit kon door middel van cijnzen, in natura of geld of penningrenten. Deze renten waren vastgekoppeld aan de grond en in theorie onveranderlijk.
- Cijnzen. Zij vormden een variabele rente, betaald in natura en/of geld. Naturagoederen werden echter al vroeg omgerekend in geld. Aangepast aan de marktprijzen van het ogenblik. Hierdoor werden cijnzen niet gevoelig voor devaluaties van de munt.
- Penningrenten. Zij vormden een vaste rente, betaald in geld. Deze renten waren gefixeerd aan een bepaald bedrag dat onveranderlijk bleef, dus niet aangepast aan de marktprijzen. Hierdoor werden penningrenten gevoelig voor de devaluaties van de munt, wat hen financieel oninteressant maakten. In tegenstelling tot cijnzen werden penningrenten steeds minder belangrijk.[1]

### Allodium
Een allodium was een onroerend goed, dus vastgoed waarover bij het erven geen belasting hoefde te worden betaald. Het werd ook zonneleen genoemd.

## Soorten leen (selectie)
- Grondleen (terram suam)
- Spilleleen
- Zwaardleen
- Ambtsleen
- Ridderleen